# Franz von Däniken
Franz von Däniken (* 16. Oktober 1949 in Winterthur) ist ein Schweizer Jurist und Diplomat.

## Leben
Nach dem Studium der Rechtswissenschaften an der Universität Zürich, das er mit einem Doktorat abschloss, trat er 1976 in den diplomatischen Dienst der Schweiz ein. Er begann seine Tätigkeit im schweizerischen Aussenministerium bei der Direktion für Entwicklungszusammenarbeit. Von 1981 bis 1986 war er bei der Schweizerischen Mission bei den Europäischen Gemeinschaften (EG) eingesetzt. Von 1986 bis 1989 arbeitete er bei der Schweizerischen Botschaft in London.
Von 1989 bis 1993 war er Vizedirektor in der Direktion für Völkerrecht im Eidgenössischen Departement für auswärtige Angelegenheiten (EDA). In dieser Eigenschaft leitete er unter anderem die Schweizer Delegation in der internationalen Zentralkommission für die Rheinschifffahrt. Er war auch für die Beziehungen der Schweiz zum Fürstentum Liechtenstein verantwortlich. In den Jahren 1993 bis 1999 leitete er die Politische Abteilung im EDA, welche für die politischen Beziehungen zwischen der Schweiz und den Ländern Europas und Nordamerikas zuständig war.
1999 wurde von Däniken vom Bundesrat zum Staatssekretär in der Politischen Direktion des EDA ernannt. Diese Aufgabe nahm er bis 2005 wahr.
Im Jahr 2005 verliess er den diplomatischen Dienst, um sich dem Aufbau einer neu gegründeten, privaten Stiftung zu widmen. Die Drosos Stiftung mit Sitz in Zürich setzt sich für die Verbesserung der Lebensbedingungen von Menschen in Bedrängnis ein. Die Drosos Stiftung, eine der grössten ihrer Art in der Schweiz, fördert soziale Projekte in der Schweiz und vor allem im Ausland. 2012 trat von Däniken als Delegierter des Stiftungsrats zurück, doch bleibt er der Stiftung als Mitglied des Stiftungsrats verbunden.

## Leistungen in der Aussenpolitik
In verschiedenen Funktionen hat sich von Däniken mit aussenpolitischen Grundsatzfragen auseinandergesetzt. Als Leiter der Politischen Abteilung I war er in den neunziger Jahren für die Gestaltung der Beziehungen zu Zentral- und Osteuropa verantwortlich. Dazu gehörte auch die Formulierung der schweizerischen Balkan-Politik.
Der aussenpolitische Bericht aus dem Jahr 2000 trägt seine Handschrift. Zu den wichtigsten Aufgaben als Staatssekretär gehörten die Vorbereitungen für den UNO-Beitritt der Schweiz. Er leitete auch eine neue Runde bilateraler Verhandlungen mit der EU ein und begleitete diese bis zu deren Abschluss. Er gab den Anstoss für die Schaffung eines Bundesgesetzes über zivile Friedensförderung. Er setzte sich für den Ausbau der Beziehungen zwischen der Schweiz und den USA ein, welche in den neunziger Jahren getrübt waren. Dabei förderte er die Schaffung einer Joint Economic Commission Schweiz/USA sowie die Einsetzung von Parlamentarier-Gruppen in der Schweiz und in den USA, welche sich der bilateralen Beziehungen Schweiz – USA annehmen.
Zu aussenpolitischen Grundsatzfragen nahm er auch öffentlich Stellung. In einem, im Oktober 2003 in der NZZaS publizierten, Artikel ging er der Frage von Macht und Recht in der Aussenpolitik nach. Nach seinem Ausstieg aus der Diplomatie setzte er sich in der Öffentlichkeit weiterhin mit aussenpolitischen Fragen auseinander. Dazu gehört auch ein Essay über die relative Bedeutung staatlicher Souveränität in einer global vernetzten Welt, welchen er im August 2008 in der NZZaS publizierte.

## Mitgliedschaften
Von Däniken ist Mitglied des Vorstands des Europa-Instituts der Universität Zürich (EIZ). Er gehört dem Stiftungsrat des Schweizerischen Instituts für Kunstwissenschaft SIK-ISEA an. Seit 1987 ist er Mitglied des Royal Automobile Club (RAC) in London.

## Werke
- Rechts- und Tatfragen im Haftpflichtprozess. Schulthess, Zürich 1976, ISBN 3-7255-1753-3 (Dissertation, Universität Zürich, 1976).
- Endzeit für die Schweiz? In: Volkshochschule des Kantons Zürich (Hrsg.): Endzeit für Kleinstaaten. Utzinger/Stemmle, Rieden bei Baden 1996, ISBN 3-908688-12-4.
- Friedenspolitische Ziele der schweizerischen Aussenpolitik. In: Die Friedenspolitik der Schweiz: Akteure – Instrumente – Perspektiven. Swisspeace, Bern 2002, ISBN 3-908230-50-0 (online).
- Wo steht die Schweiz heute? In: Katja Gentinetta, Georg Kohler (Hrsg.): Souveränität im Härtetest. NZZ Libro, Zürich 2010, ISBN 978-3-03823-649-8.